# Episodi di Sex Education (quarta stagione)
La quarta ed ultima stagione della serie televisiva Sex Education, composta da 8 episodi, è stata distribuita su Netflix, in tutti i paesi in cui è disponibile, il 21 settembre 2023.
| nº | Titolo originale | Titolo italiano | Pubblicazione     |
| -- | ---------------- | --------------- | ----------------- |
| 1  | Episode 1        | Episodio 1      | 21 settembre 2023 |
| 2  | Episode 2        | Episodio 2      | 21 settembre 2023 |
| 3  | Episode 3        | Episodio 3      | 21 settembre 2023 |
| 4  | Episode 4        | Episodio 4      | 21 settembre 2023 |
| 5  | Episode 5        | Episodio 5      | 21 settembre 2023 |
| 6  | Episode 6        | Episodio 6      | 21 settembre 2023 |
| 7  | Episode 7        | Episodio 7      | 21 settembre 2023 |
| 8  | Episode 8        | Episodio 8      | 21 settembre 2023 |

## Episodio 1
- Titolo originale: Episode 1
- Diretto da: Dominic Leclerc
- Scritto da: Laurie Nunn

### Trama
Dopo la chiusura della Moordale, gli studenti della vecchia scuola vengono sparsi in altre scuole. Otis, Eric, Jackson, Viv, Ruby, Aimee e Cal si sono trasferiti in una scuola moderna, ambientalista e progressista, la Cavendish, che è molti passi avanti rispetto alla vecchia Moordale. Adam invece ha deciso di non proseguire con la scuola e viene incoraggiato dalla madre ad accettare un lavoro dove deve occuparsi di cani. Maeve, intanto, continua a seguire il suo percorso di studi negli Stati Uniti d'America per diventare scrittrice, ma, eccitata, invia foto di nudo ad Otis. Quest'ultimo prova a fare delle foto al suo pene per ricambiare, radendosi anche il pube, ma non riesce a inviare le foto. Nella nuova scuola, Ruby cerca di entrare a far parte della cerchia dei più popolari, ma non riesce a emergere come nella vecchia scuola, cosa che invece riesce a fare Eric. Aimee incontra Isaac, l'ex di Maeve, nell'ascensore e i due cominciano a frequentare il corso di arte insieme. Otis scopre che alla nuova scuola c'è un'altra terapeuta sessuale, O, e la accusa di averlo copiato. Otis, allora, cerca di sponsorizzare la sua attività da terapeuta mostrando il suo poster allo schermo digitale davanti a tutta la scuola, collegando il suo telefono allo schermo. Tuttavia, apre per sbaglio le foto del suo pene flaccido che aveva scattato per Maeve, creando un grande imbarazzo. La sera, Otis chiama Maeve e le dice di non essere riuscito a inviarle le foto, ma i due finiscono comunque per masturbarsi assieme al telefono. Alla fine della chiamata, quando Maeve dice di star andando a mangiare una pizza con un ragazzo di nome Tyrone, Otis si ingelosisce e va subito a cercare Tyrone sui social, insospettito che la sua ragazza possa tradirlo.

## Episodio 2
- Titolo originale: Episode 2
- Diretto da: Dominic Leclerc
- Scritto da: Troy Hunter

### Trama
Jackson è impegnato in una relazione sessuale occasionale con una donna di nome Annabelle, che inaspettatamente stimola la sua prostata, facendo sì che Jackson metta in dubbio la sua sessualità. La clinica di Otis continua a lottare di fronte alla schiacciante popolarità di O, quindi cerca di dare consigli ai famosi Roman e Abbi, che hanno problemi di relazione. Riesce ad avvicinare la coppia e gli studenti iniziano ad andare da Otis per chiedere consiglio. O e Otis concordano sul fatto che entrambe le loro cliniche non possono prosperare allo stesso tempo, quindi accettano di indire un'elezione guidata dagli studenti per decidere quale clinica può rimanere. Destreggiarsi tra il suo nuovo lavoro e prendersi cura di Joy allo stesso tempo è troppo per Jean, quindi Otis chiede a Joanna, la sorella irresponsabile e problematica di Jean, di aiutarla a casa. La relazione tra Maeve e Otis è ancora una volta messa alla prova dalla gelosia di Otis nei confronti di uno dei compagni di classe di Maeve, che però è omosessuale. Adam scopre che ha bisogno di saper guidare per il suo apprendistato e supera la sua paura dei cavalli con l'aiuto del suo capo, Jem. Eric partecipa a una sessione informativa sul battesimo nella sua chiesa, ma non è ancora sicuro di voler procedere. Michael fa uno sforzo per riconnettersi con Maureen e Adam cenando con loro, ma inavvertitamente sminuisce l'apprendistato di Adam. Annabelle menziona un nodulo su uno dei testicoli di Jackson. Aimee fa pace con Isaac e si lega a lui nonostante i rispettivi traumi e l'apprezzamento per l'arte. Maeve ammette a Otis che potrebbe avere la possibilità di ottenere uno stage presso il suo insegnante, il che prolungherebbe la sua assenza a tempo indeterminato. Otis ne è distrutto ed entrambi decidono che hanno bisogno di un po' di spazio. Dopo che il coinvolgente video della campagna di O diventa virale in tutto il college, Otis assume Ruby come manager della sua campagna. Michael si scusa con Adam e si offre di dargli lezioni di guida, cosa che Adam accetta.

## Episodio 3
- Titolo originale: Episode 3
- Diretto da: Dominic Leclerc
- Scritto da: Krishna Istha

### Trama
In un flashback, Ruby, undicenne, lotta per adattarsi ai suoi coetanei ed è vittima di bullismo senza pietà. Frequenta un campo estivo, dove conosce una nuova amica, Sarah. Più tardi quella notte Ruby bagna il letto; Sarah le dà un pigiama pulito e nasconde le lenzuola sporche. In seguito però tradisce Ruby e lo dice a tutti al campo. Eric e Otis stanno progettando di partecipare ad una serata in un club gay in città. Otis trascorre il pomeriggio con Ruby, lavorando alla sua campagna di terapeuta con suo padre, mentre Eric è invece invitato a casa di Roman per prepararsi con il loro gruppo. Adam ha la sua prima lezione di guida con suo padre, che inizia male, ma poi i due si aprono l'uno con l'altro. Isaac aiuta Aimee con il suo progetto artistico, e i due quasi si baciano. Viv invita un suo compagno di classe, Beau, a una sessione di studio a casa sua, ma ci rimane male quando Beau porta un amico odioso. Jackson si fa controllare il nodulo del testicolo da un medico ma si rende conto di non conoscere la storia medica della sua famiglia da parte di padre, donatore di sperma. Eric si lega al nuovo gruppo e dice a Otis che non ha bisogno di venire alla serata in discoteca. Sconvolto, Otis viene confortato da Ruby e scopre che O è Sarah. Decide di restare da Ruby, dove spettegolano e si addormentano nello stesso letto. Dopo che l'amico di Beau se ne va, Viv e Beau si baciano. Il gruppo di Roman, Eric e Cal partecipano alla serata in discoteca, dove Eric prende l'ecstasy e incontra un ragazzo della sua chiesa. Cal e Aisha si avvicinano, prima che Cal scopra che Aisha ha già una relazione. La scrittura di Maeve viene duramente criticata da Molloy, che le dice che potrebbe non essere tagliata per essere una scrittrice, e assegna lo stage alla compagna di stanza di Maeve, Ellen. Maeve viene informata che sua madre ha avuto un'overdose ed è in ospedale; lascia immediatamente l'America e torna a casa.

## Episodio 4
- Titolo originale: Episode 4
- Diretto da: Dominic Leclerc
- Scritto da: Selina Lim

### Trama
Michael esce con una sua collega insegnante ma ha problemi a esibirsi. Il programma radiofonico di Jean non sta andando molto bene, poiché è spesso distratta, eccessivamente clinica o noiosa. Chiede a Joanna di aiutarla a prendersi cura di Joy, ma Joanna è concentrata sul suo nuovo fidanzato, Dan. Aimee e Otis accompagnano Maeve all'ospedale per far visita a sua madre. Beau è geloso dell'amicizia di Viv con Jackson, ma dopo che lei gli ha assicurato che sono solo amici, Beau chiede a Viv di essere la sua ragazza. Maeve incontra Sean all'ospedale, dove scoprono che la loro madre è morta. Sean se ne va velocemente, mentre Maeve si concentra sul finire un cruciverba nella sala d'attesa. Aimee e Otis aspettano pazientemente in macchina tutto il giorno, dove Otis consiglia ad Aimee i suoi crescenti sentimenti per Isaac. O organizza un dibattito sulla campagna dal vivo tra lei e Otis, mentre Ruby cerca di tenere i clienti di Otis lontani da O in assenza di Otis. O viene assunto come co-conduttore ospite di Jean nel tentativo di ravvivare il programma radiofonico. Eric dà una mano in una mensa dei poveri gestita dalla sua chiesa e inizia a vedere segni biblici che sembrano portarlo al battesimo. Michael riceve consigli da Jean e O sulla sua vita amorosa e si rende conto che ama ancora Maureen; va a casa sua e si baciano appassionatamente. Ruby aggiorna continuamente Otis sulla campagna durante il giorno, ma lui ignora le sue comunicazioni. Maeve finalmente esce dall'ospedale e dorme con Aimee e Otis a casa della madre adottiva.

## Episodio 5
- Titolo originale: Episode 5
- Diretto da: Michelle Savill
- Scritto da: Ethan Harvey

### Trama
Maeve chiede a Otis un primo appuntamento ufficiale. Otis accetta ma è riluttante a causa del dolore di Maeve. Maeve va con Sean per prendere accordi per il funerale della madre. Joanna accompagna Jean a un appuntamento dal medico per controllare Joy. Il medico è preoccupato che Jean possa soffrire di depressione postparto, ma Jean rifiuta i farmaci, sostenendo di aver superato la depressione quando ha divorziato da Remi. Jackson decide di scoprire chi è suo padre ma decide di non dirlo a sua madre. Otis è tormentato dal senso di colpa per aver dormito nello stesso letto di Ruby e Aimee vuole parlare con Maeve dei suoi sentimenti per Isaac. Entrambi sono riluttanti a sollevare questi problemi a causa dello stato emotivo di Maeve. Otis e O discutono: O accusa Otis di sposare opinioni simili a quelle del padre misogino, mentre Otis riporta la confessione di diversi studenti secondo cui O li ha abbandonati quando le loro relazioni sono diventate serie. Alla fine, O ammette di essere asessuale, si scusa per la sua scarsa capacità di giudizio e vince chiaramente il dibattito. Il produttore di Jean assume O come co-conduttore permanente. Adam si ambienta nel suo lavoro e inizia a legare con Midnight, uno dei cavalli della fattoria. Aimee racconta a Maeve di Isaac ma Maeve chiede di rinviare la conversazione. La mensa dei poveri della chiesa sta perdendo i fondi ed Eric convince Abbi a destinare al programma i proventi dell'imminente raccolta fondi della scuola. Maeve e Otis vanno al loro appuntamento, che viene interrotto da Joanna, che, dopo essere stata presa in giro da Dan, si ubriaca con Maeve e vengono cacciati da un cinema. Aisha dice a Cal che ha una relazione poliamorosa e anche loro hanno un appuntamento. Maeve e Otis sconfinano nel vecchio campus di Moordale e iniziano a fare sesso nella piscina prosciugata. Si fermano quando Otis dice di aver passato una notte con Ruby e arriva la polizia. Jean viene chiamata al campus per andare a prendere Otis e incontra Maeve per la prima volta.

## Episodio 6
- Titolo originale: Episode 6
- Diretto da: Alyssa McClelland
- Scritto da: Annalisa D'Inella

### Trama
Il giorno del funerale della madre di Maeve, Eric inizia a fare sogni confusi su Dio e sul suo conflitto riguardo al battesimo. Avendo continuato a ignorare Ruby dalla loro notte insieme, Otis la contatta ma lei lascia il ruolo di responsabile della sua campagna e se ne va in lacrime. Aimee accetta di non uscire con Isaac dopo che Maeve le dice che la metterebbe a disagio. Jem è impressionata dal lavoro di Adam nella fattoria e gli chiede di insegnare da solo alcune lezioni per bambini. Jean ammette a Joanna che Dan è il padre di Joy. Joanna, a sua volta, ammette di avere un debito enorme. Aisha e Cal si incontrano in un bagno della scuola, ma Cal si arrabbia molto dopo aver avuto il ciclo, nonostante sia sotto testosterone. Maeve e Aimee vanno alle pompe funebri, dove scoprono che Sean non è arrivato con i fiori. Maeve chiama Otis e chiede a lui ed Eric di trovare Sean. Otis ed Eric litigano duramente lungo il percorso; Eric sente che Otis non comprende appieno l'importanza del suo legame con il nuovo gruppo, mentre Otis sente di essere stato messo da parte. Maeve fa i conti con il fatto che nessuno parteciperà al funerale di sua madre, ma Aimee ha invitato Adam, Jackson, Viv, Beau, Isaac, Joe, Jeffrey, Miss Sands e Mr Hendricks. Sean arriva e fa un elogio meschino e dolorosamente onesto, che si traduce in Maeve che lo caccia fuori e fa invece il suo elogio improvvisato. Il signor Hendricks suona la canzone preferita di Erin al pianoforte e guida tutti in un'interpretazione accorata. Eric consiglia Adam sull'importanza dell'amor proprio. Otis ed Eric concordano sul fatto che hanno bisogno di un po' di spazio l'uno dall'altro, mentre Maeve perdona Otis e decide di non tornare in America. Adam va a casa di suo padre per discutere del funerale, ma si rende conto che i suoi genitori hanno dormito insieme a sua insaputa e se ne va. Jackson scopre di non avere il cancro. Il programma radiofonico continua ad avere successo con O e Jean che lavorano insieme, finché Ruby non chiama, accusa O di essere un prepotente e pubblica un video dell'incidente relativo all'enuresi notturna. Maeve e Otis provano di nuovo a fare sesso, ma vengono sventati da Otis che ha un attacco di panico, apparentemente innescato dalla depressione post-divorzio di Jean.

## Episodio 7
- Titolo originale: Episode 7
- Diretto da: Alyssa McClelland
- Scritto da: Bella Heesom

### Trama
In un flashback Jean vede il fidanzato di sua madre fare avances sessuali alla dodicenne Joanna. Il programma radiofonico viene interrotto in seguito alla denuncia di Ruby contro O, ma Jean decide di smettere per concentrarsi sull'essere madre. Offre a Joanna i soldi per ripagare i suoi debiti, ma accompagna il denaro con un contratto dettagliato che stabilisce come Joanna deve comportarsi in futuro. Maeve e Otis decidono di cenare con Jean in modo che possa conoscere Maeve. Ruby inizia a lavorare con Connor, un ex studente di Moordale che ha deciso di candidarsi come terzo candidato terapista. Jackson scopre che la banca del seme di Moordale non ha alcuna traccia di lui. Beau accusa Viv di flirtare con un altro studente e inizia a mostrare un comportamento emotivamente coercitivo, culminando con lui che le afferra forte il polso e si rifiuta di lasciarlo andare. Gli studenti si preparano per un esame, ma Otis e O rimangono intrappolati in un ascensore. L'ascensore malfunzionante impedisce ad Isaac di raggiungere l'aula d'esame. Lui e Aimee fanno scattare l'allarme antincendio e bloccano le scale, costringendo il campus ad avere una discussione franca sull'accessibilità per le persone disabili. Un fattorino impaziente chiede ad Adam di spostare un trattore nella fattoria ma lui accidentalmente appiattisce una recinzione, facendo arrabbiare Jem. Jean e Joanna litigano per i rispettivi problemi e Joanna se ne va arrabbiata. Maeve arriva a casa Milburn per cena. Otis è ancora intrappolato nell'ascensore, dove si confronta con O. Maeve e Jean si aprono l'uno all'altro e Maeve ammette che le critiche di Molloy sono la ragione principale per cui ha scelto di rimanere a Moordale. Adam si aspetta di essere licenziato dalla fattoria, ma quando Jem gli dice che non sarà licenziato, decide di affronta Michael sulla sua percezione che il papà lo odi. Jackson trova sulla scrivania di sua madre una lettera d'amore scritta da un uomo di nome Jerome, che sospetta essere suo padre. Beau continua a bombardare Viv di messaggi e Jackson la conforta. Dopo una cena ritardata con Jean, Maeve e Otis parlano nella sua camera da letto. Maeve vuole tornare in America a tempo indeterminato e continuare i suoi studi. I due confessano il loro amore reciproco e finalmente fanno sesso, sapendo che non possono stare insieme.

## Episodio 8
- Titolo originale: Episode 8
- Diretto da: Alyssa McClelland
- Scritto da: Thara Popoola

### Trama
Dopo aver detto ad Aimee e Isaac che dovrebbero perseguire i loro sentimenti reciproci, Maeve sparge le ceneri di sua madre e torna in America. Aimee non riesce ad avere intimità con Isaac. Otis critica con rabbia Jean per aver incoraggiato Maeve a tornare in America. O pubblica un video di scuse e in seguito si scusa con Ruby. Michael si scusa con Adam e si abbracciano. Michael poi frequenta il corso di equitazione nella fattoria a cui Adam sta insegnando. Adam accetta di più il fatto che i suoi genitori tornino insieme e fa coming out con Jem, che gli chiede di uscire con lui. Eric decide di farsi battezzare, ma scopre che la chiesa non accetterà i soldi della raccolta fondi perché non è d'accordo con i valori della scuola. Se ne va, rendendosi conto che la chiesa non lo accetterà. Jackson rintraccia Jerome e scopre che non ha mai voluto avere niente a che fare con lui. È confortato dalle sue madri e da Viv. La disforia corporea di Cal è aumentata al punto che scappa di casa e gli studenti di Cavendish si uniscono per trovarlo. Eric ha un altro sogno di fede che lo porta da Cal, e sia lui che Jackson convincono Cal che è apprezzato e importante. Aisha convince gli studenti che la raccolta fondi dovrebbe sostenere l'intervento chirurgico di Cal. Autorizzata dai suoi amici, Viv pone fine alla sua relazione violenta con Beau. Aimee usa la sua fotografia come un modo per superare il suo trauma, scattando una serie di fotografie di lei con indosso i jeans che indossava quando è stata aggredita. Poi gli dà fuoco alla fermata dell'autobus e balla. Alle elezioni, Ruby e Otis sostengono che gli studenti diano a O una seconda possibilità. Dopo questa dimostrazione di solidarietà e perdono, Ruby viene invitata a uscire con il gruppetto popolare nella scuola e informa Otis che non può più essere sua amica. Jean, fiduciosa e autorevole, ritorna al programma radiofonico: Joanna chiama e parla apertamente di come la sua aggressione ha influenzato la sua vita. Decide di restare con Jean e Otis. Jean invita Dan per dirgli che Joy è sua figlia. Maeve riceve una chiamata da un editore interessato ai suoi scritti, che è stata fornita loro da Ellen, che ha deciso di non volere lo stage. Maeve affronta Molloy per averle quasi fatto abbandonare gli studi a causa del suo approccio negativo e lo implora di comprendere il potere che le sue parole hanno sugli studenti. Aimee e Isaac finalmente si baciano. Otis si scusa con Eric e i due riparano la loro amicizia. Eric informa Otis che vuole diventare un pastore per aiutare la chiesa a essere più inclusiva. Otis torna a casa, fa pace con Jean e ammette di avere il cuore spezzato dal fatto che lui e Maeve non possono stare insieme. La madre lo incoraggia a sentire il dolore piuttosto che ignorarlo. Otis trova un biglietto che Maeve ha lasciato, in cui lo ringrazia per aver "aperto" il suo cuore, e poiché non si chiuderà mai più alle emozioni, porterà sempre con sé una parte di lui.